# William Cockerill, Senior

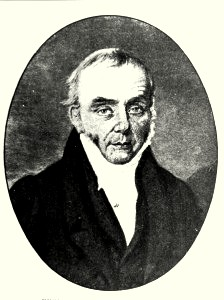
William (Guillaume) Cockerill

William Cockerill (* 27. März 1759 in Haslingden, Lancashire; † 23. Januar 1832 in Aachen) war ein britischer Unternehmer, der die industrielle Revolution von England aufs europäische Festland brachte und mit britischen Erfindungen im heutigen Belgien einen bedeutenden Stahl- und Maschinenbaukonzern aufbaute.

## Leben
Der Sohn eines Steimetz und Maurers versuchte sich in seiner Heimatstadt bereits als junger Mann an der Produktion von Webmaschinen, was jedoch anfangs noch keinen durchschlagenden Erfolg brachte. Frisch verheiratet mit Elisabet (Betty) Charles zog er daraufhin nach Radcliff, wo er als Schmid arbeitete. Seine Familie ließ er in Haslingden, wo auch seine sechs Söhne und zwei Töchter geboren wurden. 1794 versuchte er sich als Spinnmaschinenproduzent in St. Petersburg niederzulassen, doch auch hier musste er nach drei Jahren erfolglos aufgeben. Gleiches geschah ihm ab 1797 in Schweden, weil die dortige Industrie noch nicht so weit entwickelt war. Bereits ein Jahr später verließ er auch dieses Land und machte in Hamburg Zwischenstation und traf dort den Prokuristen des Unternehmens Simonis & Biolley aus Verviers. Dieser erkannte Cockerills Fähigkeiten und verpflichtete ihn als Textilmaschinenbauer für das heimische Werk in Verviers.
Dort erneuerte Cockerill mit dem Kapital seines Auftraggebers die Textilmaschinen der Textilfabrikanten François Biolley und Iwan Simonis und sie erreichten wenige Jahre später die Marktführerschaft auf diesem Sektor. Nun holte William Cockerill seine Familie aus Haslingden sowie den jungen englischen Maschinisten James Hudson (1773–1833) nach. Dieser arbeitete zunächst für William Cockerill, heiratete auch dessen Tochter Nancy (1782–1817), wechselte aber alsbald in die Firma von William Cockerill, Junior (1784–1847), dem ältesten Sohn von William Senior, der sich ebenfalls in Verviers mit einer eigenen Fabrik selbstständig gemacht hatte.
1807, während der Kontinentalsperre, zog William Cockerill senior nach Lüttich, wo er zunächst eine Textilfabrik errichtete und anschließend zur Fertigung von Textilmaschinen und Eisenverarbeitung überging. Im Jahr 1811 wurden William Cockerill und seinen Söhnen John und James, die in leitender Position in seiner Fabrik tätig waren, in Anerkennung ihrer Leistungen die französische Staatsbürgerschaft verliehen. Zwei Jahre später übertrug William diesen Söhnen dann auch sein Unternehmen und zog sich allmählich aus dem operativen Geschäft zurück. Nachdem nun John seinerseits vom Niederländischen König Wilhelm I. im Jahr 1817 das Schloss von Seraing bei Lüttich erwarb und zum zentralen Hauptwerk für Eisenherstellung umfunktionierte, wurde damit zusammen mit den Werksteilen in Lüttich der Grundstein für die Entwicklung der größten Eisengießerei und Maschinenfabrik Europas und eines weitverzweigten Unternehmens gelegt, aus der sich später die Cockerill-Sambre entwickelte, deren Hauptabsatzmarkt Frankreich sein sollte. Durch die Cockerills wurde das von den Franzosen annektierte Gebiet der vormaligen Österreichischen Niederlande und spätere Belgien das erste industrialisierte Land nach England.

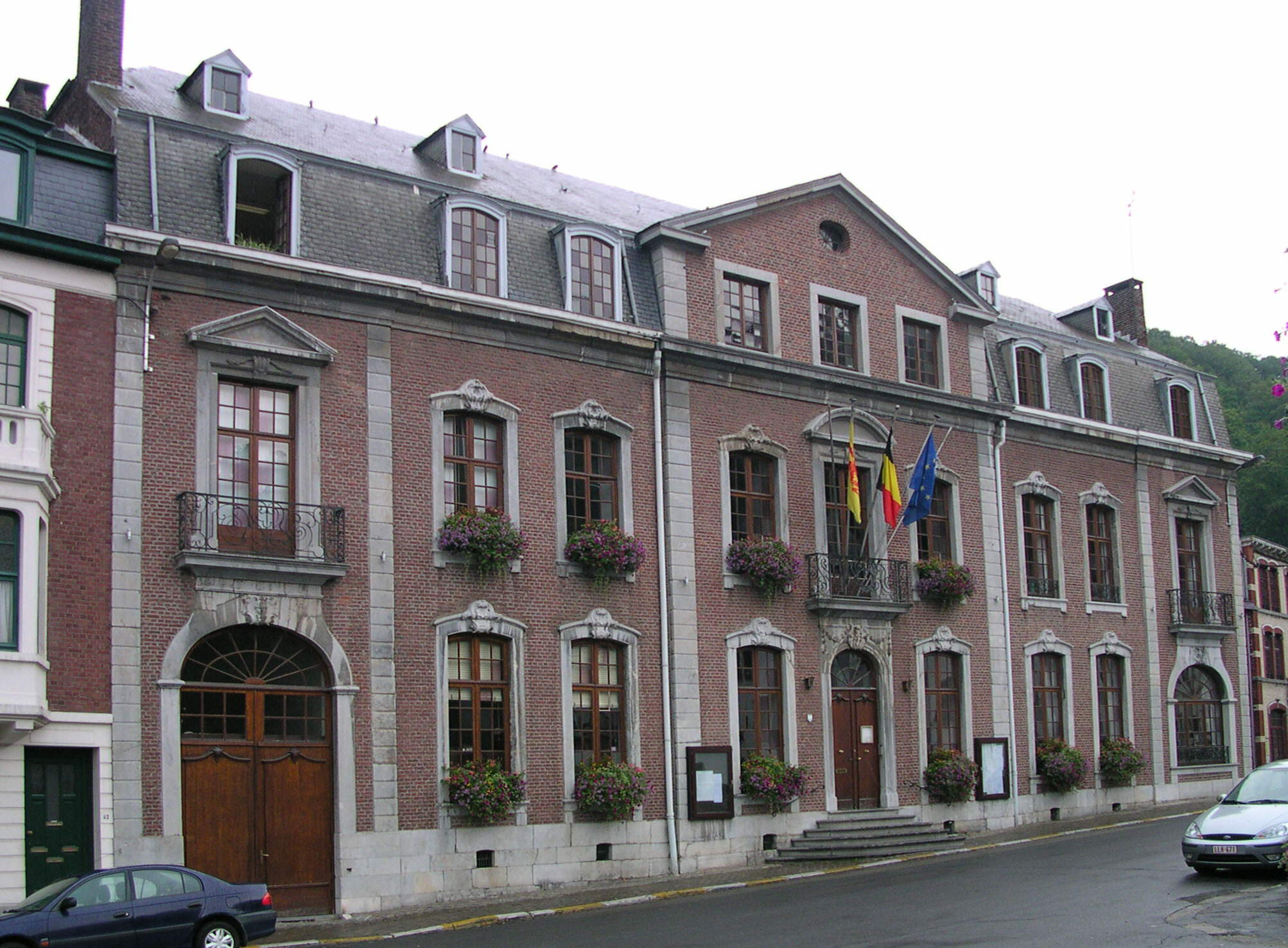
Wohnhaus Hotel de Ville der Familie William Cockerill, heute Rathaus der Stadt Spa

Nach seinem Rückzug aus dem Unternehmen zog William mit seiner Frau nach Spa, wo er das Hotel de Ville, das heutige Rathaus der Stadt, gekauft hatte. Dort starb seine Frau 1823. Später und auch um den Unruhen im Verlauf der Belgischen Revolution zu entgehen, verbrachte William einen Großteil seines Lebensabends auf Schloss Berensberg bei Aachen, das sein Sohn James 1820 erworben hatte und als erfolgreiches Gestüt unterhielt. William verstarb 1832 auf Schloss Berensberg und wurde in der Familiengruft neben seiner Frau auf dem Friedhof in Spa begraben.
William Cockerill besaß zeitlebens noch mehrere Landgüter und Immobilien in England, die er größtenteils an seine Söhne vererbte. Darüber hinaus hat er sich als großer Pferdekenner erwiesen und in Spa ein erfolgreiches Gestüt aufgebaut. Diese Leidenschaft vererbte sich über seine Söhne bis hin zu William Cockerills Urenkel Henry Suermondt und Otto Suermondt, die ebenfalls als Gestütbesitzer und international als Herrenreiter erfolgreich waren.
Williams ältester Sohn William Cockerill, Junior, heiratete in die Monschauer Tuchmacherfamilie Scheibler ein und verlagerte ab 1816 seine Tätigkeit nach Guben, wo er die ersten Wollspinnmaschinen aufstellte und die Klostermühle zur Fabrik und Spinnerei umbaute, in der bald eine Dampfmaschine betrieben wurde. Die Söhne John und James heirateten in die Unternehmerfamilie Pastor ein und machten sich zunächst im Raum Lüttich selbständig. Letzterer trieb dann ab 1825 die Industrialisierung Stolbergs entscheidend voran. Die Enkelin Williams, Friederike Cockerill, heiratete 1839 den Duisburger Industriellensohn Max Haniel. Durch diese Ehe konnte die unliebsame belgische Konkurrenz im Dampfschiffbau vom Rhein ferngehalten werden.